# Formação Yorktown
A Formação Yorktown é uma unidade de escudo rochoso na Planície Costeira de Maryland, Virgínia, Carolina do Norte e Carolina do Sul. É sobreadensado e altamente fossilífero. É datada do período Neogeno, no final do Mioceno ao começo do Plioceno, entre 4 à 3 milhões de anos.